# Eschweilera simiorum
Eschweilera simiorum là một loài thực vật có hoa trong họ Lecythidaceae. Loài này được (Benoist) Eyma mô tả khoa học đầu tiên năm 1932.